# Liste der Straßen und Brücken in Hamburg-Heimfeld

Lage von Heimfeld in Hamburg und im Bezirk Harburg (hellrot)

Die Liste der Straßen und Brücken in Hamburg-Heimfeld ist eine Übersicht der im Hamburger Stadtteil Heimfeld vorhandenen Straßen und Brücken. Sie ist Teil der Liste der Verkehrsflächen in Hamburg.

## Überblick
In Heimfeld (Ortsteilnummer 711) leben 22773 Einwohner (Stand: 31. Dezember 2023) auf 13,0 km². Heimfeld liegt in den Postleitzahlenbereichen 21073, 21075 und 21079.
In Heimfeld gibt es 108 benannte Verkehrsflächen, darunter drei Brücken. 

## Übersicht der Straßen
Die nachfolgende Tabelle gibt eine Übersicht über alle benannten Verkehrsflächen – Straßen, Plätze und Brücken – im Stadtteil sowie einige dazugehörige Informationen. Im Einzelnen sind dies:
- Name/Lage: aktuelle Bezeichnung der Straße, des Platzes oder der Brücke. Über den Link (Lage) kann die Straße, der Platz oder die Brücke auf verschiedenen Kartendiensten angezeigt werden. Die Geoposition gibt dabei ungefähr die Mitte an. Bei längeren Straßen, die durch zwei oder mehr Stadtteile führen, kann es daher sein, dass die Koordinate in einem anderen Stadtteil liegt.
- Straßenschlüssel: amtlicher Straßenschlüssel, bestehend aus einem Buchstaben (Anfangsbuchstabe der Straße, des Platzes oder der Brücke) und einer dreistelligen Nummer.
- Länge/Maße in Metern:
Hinweis: Die in der Übersicht enthaltenen Längenangaben sind nach mathematischen Regeln auf- oder abgerundete Übersichtswerte, die im Digitalen Atlas Nord[1] mit dem dortigen Maßstab ermittelt wurden. Sie dienen eher Vergleichszwecken und werden, sofern amtliche Werte bekannt sind, ausgetauscht und gesondert gekennzeichnet.
Bei Plätzen sind die Maße in der Form a × b bei rechteckigen Anlagen oder a × b × c bei dreiecksförmigen Anlagen mit a als längster Kante dargestellt.
Der Zusatz (im Stadtteil) gibt an, wie lang die Straße innerhalb des Stadtteils ist, sofern sie durch mehrere Stadtteile verläuft.
- Namensherkunft: Ursprung oder Bezug des Namens.
- Datum der Benennung: Jahr der offiziellen Benennung oder der Ersterwähnung eines Namens, bei Unsicherheiten auch die Angabe eines Zeitraums.
- Anmerkungen: Weitere Informationen bezüglich anliegender Institutionen, der Geschichte der Straße, historischer Bezeichnungen, Baudenkmale usw.
- Bild: Foto der Straße oder eines anliegenden Objektes.

| Name/Lage                       | Straßen- schlüssel | Länge/Maße (in Metern) | Namensherkunft | Datum der Benennung | Anmerkungen | Bild                     |
| ------------------------------- | ------------------ | ---------------------- | --- | ------------------- | --- | ------------------------ |
| 1. Hafenstraße (Lage)           | H022               | 0830                   | nach der Lage im Harburger Hafen |                     | | 1. Hafenstraße           |
| 2. Hafenstraße (Lage)           | H023               | 0680                   | nach der Lage im Harburger Hafen |                     | | 2. Hafenstraße           |
| Alter Postweg (Lage)            | A153               | 0890                   | nach der früheren Funktion, dem Postweg nach Stade                                                                                   | 1950                | |                          |
| Am Fuchsberg (Lage)             | A228               | 0410                   | nach einer volkstümlichen Bezeichnung aufgrund zahlreicher Fuchsbaue                                                                 | 1910                | |                          |
| Am Radeland (Lage)              | A316               | 2900 (im Stadtteil)    | nach einer Flurbezeichnung | 1895                | Radeland meint gerodetes Land; westlich der A 7 in Hausbruch | Am Radeland              |
| Am Reiherhorst (Lage)           | A320               | 0415                   | nach den Nistplätzen der Fischreiher in Meyers Park                                                                                  | 1932                | | Am Reiherhorst           |
| Am Tie (Lage)                   | A346               | 0340                   | nach dem Männersportverein „Auf dem Tie“                                                                                             | 1935                | „Tie“ ist ein Begriff aus der Turnersprache, vermutlich vom Begriff „Thing“ abgeleitet. |                          |
| Am Waldschlösschen (Lage)       | A356               | 0810                   | nach dem Weg zu dem seit 1888 hier gelegenen, gleichnamigen Ausflugslokal                                                            | 1954                | |                          |
| An der Landscheide (Lage)       | A403               | 0265                   | nach der früheren Landscheide zwischen Hamburg und Harburg                                                                           | 1930                | | An der Landscheide       |
| An der Rennkoppel (Lage)        | A412               | 0110                   | nach der ehemals hier gelegenen Rennbahn des Harburger Reit- und Rennclubs                                                           | 1924                | |                          |
| Auf der Jahnhöhe (Lage)         | A719               | 0275                   | nach dem nahegelegenen Sportplatz „Jahnhöhe“ des Harburger TB 1865                                                                   | 2008                | |                          |
| Bansenstraße (Lage)             | B048               | 0230                   | Hermann Bansen (1813–1980), Stadtbaumeister, damaliger Besitzer des Geländes                                                         | 1890                | |                          |
| Baustraße (Lage)                | B117               | 0115                   | nach einer volkstümlichen Bezeichnung                                                                                                | 1890                | |                          |
| Berkefeldweg (Lage)             | B272               | 0085                   | Johann Georg Heinrich Berkefeld (1783–1857), Harburger Stadtkämmerer                                                                 | 1957                | | Birkefeldweg             |
| Bissingstraße (Lage)            | B379               | 0715 (im Stadtteil)    | Ferdinand von Bissing (1787–1856) und Henriette Dorothea von Bissing (1798–1879), Schriftstellerin                                   | 1925                | F. von Bissing gestaltete den Schwarzenberg zu einer Parklandschaft um; bis 1925 Am Schwarzenberge; seit Oktober 2023 auch nach seiner Ehefrau benannt; östliche Straßenhälfte zwischen Grumbrechtstraße und Am Schwarzenberg-Campus in Harburg, sonst in Heimfeld | Bissingstraße            |
| Blohmstraße (Lage)              | B404               | 0375                   | Johann Heinrich Blohm (1799–1858), Baurat und Harburger Wasserbau-Direktor                                                           | 1867                | östliche Straßenhälfte in Harburg | Blohmstraße              |
| Bostelbeker Damm (Lage)         | B814               | 0250                   | Bostelbek, Ortsteil von Heimfeld | 1980                | | Bostelbeker Damm         |
| Bostelbeker Hauptdeich (Lage)   | B771               | 2860                   | Bostelbek, Ortsteil von Heimfeld | 1972                | | Bostelbeker Hauptdeich   |
| Breitscheidweg (Lage)           | B795               | 0045                   | Rudolf Breitscheid (1874–1944), SPD-Politiker, und dessen Ehefrau Tony Breitscheid (1878–1968), Politikerin und Frauenrechtlerin     | 1976                | zusätzliche Widmung seit 2017 |                          |
| Buxtehuder Straße (Lage)        | B745               | 1235 (im Stadtteil)    | nach Buxtehude führende Straße | 1858                | zwischen Moorstraße und Wallgraben komplett in Harburg, ab Wallgraben in westlicher Richtung nur südliche Straßenhälfte, ansonsten in Heimfeld | Buxtehuder Straße        |
| Corduaweg (Lage)                | C052               | 0310                   | Dr. Ernst Cordua (1865–1943), Arzt                                                                                                   | 1950                | Cordua erbaute am Milchgrund eine Privatklinik, die später von seinem Sohn geleitet wurde. |                          |
| Cuxhavener Straße (Lage)        | C072               | 1515 (im Stadtteil)    | Cuxhaven, niedersächsische Stadt an der Elbmündung                                                                                   | 1948                | Die Cuxhavener Straße beginnt westlich der A 7 und verläuft zunächst auf der Grenze zwischen Heimfeld und Hausbruch, zwischen Hausbrucher Bahnhofstraße und Scharpenbargsweg liegt sie komplett in Hausbruch, zwischen Scharpenbargsweg und Rehrstieg befindet sich die nördliche Straßenhälfte in Hausbruch, die südliche in Neugraben-Fischbek, westlich des Rehrstiegs führt sie dann komplett durch Neugraben-Fischbek. | Cuxhavener Straße        |
| Dampfschiffsweg (Lage)          | D030               | 0520 (im Stadtteil)    | nach der Anlegestelle für Dampfschiffe, die seit 1818 zwischen Harburg und Hamburg verkehrten                                        | 1897                | westliche Straßenhälfte bis etwa Lauenbrucher Hauptdeich in Heimfeld, ansonsten in Harburg | Dampfschiffsweg          |
| Denickestraße (Lage)            | D070               | 1400 (im Stadtteil)    | David Denicke (1856–1943), zunächst Stadtsyndikus, ab 1899 dann Bürgermeister, ab 1903 Oberbürgermeister von Harburg                 | 1930                | bis 1930 Holzweg; östlich der Gazertstraße in Harburg, westlich davon südliche Straßenhälfte in Eißendorf, nördliche Straßenhälfte in Heimfeld, ab Höhe Haus Nr. 165 dann komplett in Eißendorf |                          |
| Diebeskuhle (Lage)              | D089               | 0340                   | vermutlich nach einer Fehlinterpretation des niederdeutschen Worts „deep“ für „tief“", also tiefe Kuhle                              | 1938                | Waldweg in der Haake; lt. Beckershaus gibt es noch die eher fabulöse Möglichkeit, dass ein Freund des Seeräubers Gödeke Michels hier gehaust haben soll. | Diebeskuhle              |
| Düstere Kuhlen (Lage)           | D220               | 0360                   | nach einem ursprünglich schmalen Weg zwischen Hecken                                                                                 | 1929                | Waldweg in der Haake | Düstere Kuhlen           |
| Ehestorfer Heuweg (Lage)        | E044               | 1900                   | Ehestorf, Ortsteil der Gemeinde Rosengarten                                                                                          | 1938                | Der Weg führte die Bauern zu ihren Wiesen. Die komplette Straße liegt in Hausbruch, lediglich die Revierförsterei mit der Hausnummer 43 befindet sich auf Heimfelder Gebiet. | Ehestorfer Heuweg        |
| Ehestorfer Weg (Lage)           | E045               | 1730 (im Stadtteil)    | Ehestorf, Ortsteil der Gemeinde Rosengarten                                                                                          | 1910                | östlich der Kreuzung Vahrenwinkelweg/Grotelerweg komplett in Eißendorf, westlich davon bis Landesgrenze nördliche Straßenhälfte in Heimfeld, südliche in Eißendorf, südlich der Landesgrenze wieder komplett in Eißendorf, danach setzt er sich auf niedersächsischem Gebiet fort | Ehestorfer Weg           |
| Eierstieg (Lage)                | E080               | 1230                   | Herkunft nicht endgültig geklärt, möglicherweise wurde der Weg von Eierhändlern benutzt                                              | 1930                | Waldweg in der Haake |                          |
| Eißendorfer Pferdeweg (Lage)    | E111               | 1450                   | nach dem Weg der Bauern für den Viehtrieb auf die Weiden                                                                             | 1897                | |                          |
| Ellernweg (Lage)                | E162               | 0840                   | nach dem ersten Haus in dieser Straße, vor dem Erlen (niederdeutsch „Ellern“) gepflanzt waren                                        | 1922                | Das Haus wurde von dem Chemiker Dr. Amadeus Bartel (1874–1962) gebaut und im Volksmund „Ellernhoff“ genannt. | Ellernweg                |
| Erwin-König-Weg (Lage)          | E284               | 0075                   | Dr. Erwin König (1880–1960), Chirurg am AK Harburg                                                                                   | 1976                | | Erwin-König-Weg          |
| Falkenweg (Lage)                | F026               | 0225                   | nach dem gleichnamigen Raubvogel | 1932                | | Falkenweg                |
| Feldnerstraße (Lage)            | F063               | 0100                   | Wilhelm Feldner (1836–1909), Heimfelder Ortsvorsteher                                                                                | 1890                | |                          |
| Försterstieg (Lage)             | F175               | 0500                   | nach einer seit 1780 bekannten Wegbezeichnung                                                                                        | 1938                | Waldweg in der Haake | Försterstieg             |
| Forstweg (Lage)                 | F191               | 0255                   | nach der Funktion in den Forst Haake führend                                                                                         | 1910                | |                          |
| Friedrich-Naumann-Straße (Lage) | F238               | 0290                   | Friedrich Naumann (1860–1919), Theologe und Politiker                                                                                | 1929                | | Friedrich-Naumann-Straße |
| Fürstenmoordamm (Lage)          | F331               | 1510                   | nach der Flurbezeichnung „Fürstenmoor“                                                                                               | 1986                | | Fürstenmoordamm          |
| Gazertstraße (Lage)             | G031               | 0375 (im Stadtteil)    | Ludolph Gazert (1813–1892), Mediziner                                                                                                | 1950                | östliche Straßenhälfte zwischen Haakestraße und Julius-Ludowieg-Straße in Harburg, westliche Hälfte zwischen Denickestraße und Julius-Ludowieg-Straße in Eißendorf, zwischen Denickestraße und Haakestraße westliche Straßenhälfte in Heimfeld, nördlich davon bis Alter Postweg komplett im Stadtteil | Gazertstraße             |
| Gerlachstraße (Lage)            | G074               | 0255                   | Hellmut von Gerlach (1866–1935), Publizist und Politiker                                                                             | 1952                | |                          |
| Gildering (Lage)                | G488               | 0385                   | nach der Harburger Schützengilde von 1528 e. V.                                                                                      | 2004                | | Gildering                |
| Goldene Wiege (Lage)            | G156               | 0460                   | nach einer Sage | 1950                | südliche Straßenhälfte in Eißendorf | Goldene Wiege            |
| Grumbrechtstraße (Lage)         | G320               | 1145                   | August Grumbrecht (1811–1883), Politiker, Harburger Bürgermeister von 1855 bis 1883                                                  | 1889                | südliche Straßenfläche zwischen Bissingstraße und Buxtehuder Straße in Harburg, ansonsten in Heimfeld | Grumbrechtstraße         |
| Haakestraße (Lage)              | H001               | 1230                   | nach dem Forst Haake | 1889                | südliche Straßenhälfte zwischen Gazertstraße und Am Schwarzenberg-Campus in Harburg, sonst in Heimfeld | Haakestraße              |
| Hangstraße (Lage)               | H100               | 0325                   | nach einer volkstümlichen Bezeichnung aufgrund der Lage am Geesthang                                                                 | 1938                | | Hangstraße               |
| Hangtwiete (Lage)               | H101               | 0085                   | in Anlehnung an die Hangstraße | 1945                | | Hangtwiete               |
| Hans-Dewitz-Ring (Lage)         | H822               | 0585                   | Hans Dewitz (1910–1992), von 1968 bis 1977 Bezirksamtsleiter in Harburg                                                              | 1998                | |                          |
| Hansingweg (Lage)               | H123               | 0100                   | Heinrich Hansing (1794–1814), Leutnant, fiel bei Kämpfen gegen die Franzosen zwischen der Festung Harburg und der Moorburger Schanze | 1935                | |                          |
| Haselhain (Lage)                | H162               | 0500                   | frei gewählter Name | 1933                | |                          |
| Heidebruch (Lage)               | H241               | 0440                   | nach dem früheren Landschaftsbild | 1932                | | Heidebruch               |
| Heimfelder Straße (Lage)        | H274               | 1975                   | nach der Lage im Stadtteil | 1889                | |                          |
| Hellkuhle (Lage)                | H332               | 0820                   | nach einer alten Flurbezeichnung | 1938                | Waldweg in der Haake | Hellkuhle                |
| Hermesweg (Lage)                | H378               | 0545                   | nach dem gleichnamigen Schutzgott | 1952                | Die Namensgebung erfolgte aufgrund des Baus von Wohnungen für Mitarbeiter der damaligen Deutschen Bundespost. |                          |
| Hinzeweg (Lage)                 | H800               | 0075                   | Dr. Ernst Hinze (1910–1989), Medizinaldirektor, von 1945 bis 1975 Leiter des Gesundheitsamtes Harburg                                | 1992                | |                          |
| Hoffstraße (Lage)               | H523               | 0455                   | Louis Hoff (1850–1916), von 1904 bis 1916 Direktor der Vereinigten Gummiwaren Fabriken Hamburg-Wien                                  | 1913                | | Hoffstraße               |
| Holzhafen-Klappbrücke (Lage)    | –                  | 0025                   | nach der Funktion über den Harburger Holzhafen führend                                                                               | 1930                | verbindet die Konsul-Ritter-Straße mit dem Lotsekai | Holzhafen-Klappbrücke    |
| Homannstraße (Lage)             | H613               | 0440                   | Emil Wilhelm Friedrich Homann (1846–1918), ab 1883 Stadtbaumeister, ab 1903 Stadtbaurat                                              | 1924                | |                          |
| Hugo-Klemm-Straße (Lage)        | H679               | 0440                   | Hugo Klemm (1883–1943), Metallfacharbeiter und Gewerkschaftsfunktionär, von 1923 bis 1933 Senator in Harburg                         | 1950                | |                          |
| Jungbrunnen (Lage)              | J097               | 0310                   | nach dem dort liegenden Sportplatz des Turn- und Spielvereins von 1894                                                               | 1950                | |                          |
| Kaiserstuhl (Lage)              | K024               | 1380                   | nach einer volkstümlichen Bezeichnung                                                                                                | 1950                | Waldweg in der Haake | Kaiserstuhl              |
| Kiefernberg (Lage)              | K152               | 0620                   | nach den dort stehenden Kiefern | 1950                | |                          |
| Konsul-Francke-Straße (Lage)    | K359               | 0300                   | Robert Francke (1830–1904), Fabrikant und Vizekonsul von Österreich-Ungarn in Harburg                                                | 1950                | | Konsul-Francke-Straße    |
| Konsul-Ritter-Straße (Lage)     | K361               | 0440                   | Herrmann Ritter (1855–1932), Inhaber der Firma Renck & Hessenmüller, Vizekonsul von Großbritannien und Portugal                      | 1951                | | Konsul-Ritter-Straße     |
| Kuhtrift (Lage)                 | K498               | 0130                   | nach dem Weg, auf dem die Kühe zu den Weiden beim Fürstenmoor getrieben wurden                                                       | 1930                | | Kuhtrift                 |
| Lauenbrucher Deich (Lage)       | L082               | 0180                   | nach der Funktion im ehemaligen Dorf Lauenbruch im Bereich des heutigen Heimfeld                                                     | 1900                | | Lauenbrucher Deich       |
| Lauenbrucher Hauptdeich (Lage)  | L339               | 0740                   | nach der Funktion im ehemaligen Dorf Lauenbruch                                                                                      | 1972                | | Lauenbrucher Hauptdeich  |
| Lauenbrucher Straße (Lage)      | L083               | 0325                   | nach dem ehemaligen Dorf Lauenbruch                                                                                                  | 1886                | | Lauenbrucher Straße      |
| Lauenbruch Ost (Lage)           | L081               | 0160                   | nach dem ehemaligen Dorf Lauenbruch                                                                                                  | 1917                | | Lauenbruch Ost           |
| Lohmannsstieg (Lage)            | L380               | 0050                   | in Anlehnung an den Lohmannsweg | 1988                | |                          |
| Lohmannsweg (Lage)              | L230               | 0215                   | Wilhelm Lohmann (1859–1905), Gastwirt und Grundeigentümer                                                                            | 1889                | |                          |
| Lotsebrücke (Lage)              | –                  | 0060                   | nach Lage und Funktion über den Lotsekanal führend                                                                                   | 1892                | Drehbrücke über den Lotsekanal; östlicher Teil in Harburg | Lotsebrücke              |
| Lotsekai (Lage)                 | L257               | 0090 (im Stadtteil)    | nach der Lage am Lotsekanal | 1951                | östlich des Dampfschiffswegs in Harburg | Lotsekai                 |
| Martensbahn (Lage)              | M073               | 0915                   | nach dem Besitzer der Gaststätte „Majestätische Aussichten“, Martens                                                                 | 1937                | Waldweg in der Haake, früher war der Weg eine Rodelbahn. | Martensbahn              |
| Mercedesstraße (Lage)           | M413               | 0220                   | nach der gleichnamigen Automarke und der Lage beim Mercedes-Benz-Werk                                                                | 1987                | | Mercedesstraße           |
| Meyerstraße (Lage)              | M180               | 0550                   | Christian Meyer (1832–1886), Stockfabrikant, Spitzname „Stockmeyer“                                                                  | 1890                | Meyer hatte in Heimfeld umfangreichen Grundbesitz. Auch die Stockmeyerstraße in der HafenCity ist nach ihm benannt. |                          |
| Milchgrund (Lage)               | M188               | 0895                   | nach der Flurbezeichnung „Melkgrund“                                                                                                 | 1889                | |                          |
| Moorburger Bogen (Lage)         | M393               | 0645 (im Stadtteil)    | Hamburger Stadtteil Moorburg | 1980                | nördlich der Kreuzung Fürstenmoordamm in Moorburg | Moorburger Bogen         |
| Moorburger Hauptdeich (Lage)    | M369               | 0330 (im Stadtteil)    | Hamburger Stadtteil Moorburg | 1969                | nördlicher Teil ab Abzweigung Moorburger Hinterdeich in Moorburg | Moorburger Hauptdeich    |
| Moorburger Kirchdeich (Lage)    | M254               | 0190 (im Stadtteil)    | Hamburger Stadtteil Moorburg | 1948                | nördlich der Moorburger Landscheide in Moorburg | Moorburger Kirchdeich    |
| Moorburger Stieg (Lage)         | M255               | 0280                   | Hamburger Stadtteil Moorburg | 1958                | | Moorburger Stieg         |
| Moorburger Straße (Lage)        | M256               | 1150 (im Stadtteil)    | Hamburger Stadtteil Moorburg | 1885                | nördlich des Moorburger Bogens in Moorburg | Moorburger Straße        |
| Moorwinkel (Lage)               | M290               | 0210                   | nach der Lage im Fürstenmoor | 1937                | | Moorwinkel               |
| Nobléestraße (Lage)             | N138               | 0400                   | Henri Louis Joseph Noblée (1806–1879), Gründer der Firma H. Noblée u. Co. Hydrocarbür Fabrique und Gasanstalt                        | 1950                | |                          |
| Osterhoffstraße (Lage)          | O141               | 0175                   | Heinrich Osterhoff (1845–1920), Besitzer einer Branntweinbrennerei und ab 1894 Senator in Harburg                                    | 1929                | |                          |
| Petersweg (Lage)                | P084               | 0255                   | Heinrich Peters (1863–1939), Polizeisergeant                                                                                         | 1928                | Peters hatte hier eine Hofstelle gepachtet, die von der Bevölkerung häufig als Abkürzungsweg genutzt wurde. Als Peters eines Tages einen Schlagbaum errichtete, entstand im Volksmund der Name „Petersweg“, der später von offizieller Seite übernommen wurde. |                          |
| Reiherbergsweg (Lage)           | R114               | 0835                   | nach dem Reiherberg in der Nähe von Meyers Park, wo es noch bis vor einigen Jahren eine Fischreiherkolonie gab                       | 1937                | Waldweg in der Haake | Reiherbergsweg           |
| Riepenhausenweg (Lage)          | R195               | 0220                   | Christian Wilhelm Riepenhausen (1712–1755), Advokat, von 1746 bis 1744 Bürgermeister in Harburg                                      | 1958                | |                          |
| Schießbahn (Lage)               | S153               | 0780                   | nach dem Schießstand der Harburger Garnison                                                                                          | 1928                | Waldweg in der Haake | Schießbahn               |
| Schüslerweg (Lage)              | S303               | 0340                   | Christoph Jacob Schüsler († 1749) und Georg Christian Andreas Schüsler († 1754), Stadtsyndizi in Hamburg                             | 1958                | |                          |
| Seehafenbrücke (Lage)           | S892               | 0360 (im Stadtteil)    | in Anlehnung an die Seehafenstraße als Zubringer zu den Harburger Seehafenbecken                                                     | 1909                | südlich der Buxtehuder Straße in Harburg | Seehafenbrücke           |
| Seehafenstraße (Lage)           | S377               | 1520                   | nach der Funktion zu den Harburger Seehäfen führend                                                                                  | 1909                | | Seehafenstraße           |
| Stader Straße (Lage)            | S576               | 3100                   | Stade, Stadt in Niedersachsen | 1889                | nördliche Straßenhälfte zwischen Försterkamp und der A 7 in Hausbruch, sonst in Heimfeld |                          |
| Stadtscheide (Lage)             | S582               | 1700                   | nach der früheren Grenze zwischen Harburg-Wilhelmsburg und Ehestorf, die heute die Hamburger Landesgrenze ist                        | 1950                | Waldweg in der Haake | Stadtscheide             |
| Tempowerkring (Lage)            | T225               | 0670                   | nach der früher dort gelegenen Autofabrik Vidal & Sohn Tempo-Werk GmbH                                                               | 1990                | | Tempowerkring            |
| Thörlstraße (Lage)              | T070               | 0385                   | Johann Friedrich Thörl (1820–1886), Industrieller und Harburger Senator                                                              | 1890                | Thörl gründete die Harburger Oelfabrik F. Thörl; sein Sohn ist der Harburger Ehrenbürger Friedrich Thörl. |                          |
| Thörlweg (Lage)                 | T071               | 0095                   | in Anlehnung an die Thörlstraße | 1941                | |                          |
| Trifthof (Lage)                 | S231               | 0190                   | in Anlehnung an die Triftstraße und den Charakter der dortigen Wohnanlage                                                            | 1996                | |                          |
| Triftstraße (Lage)              | T166               | 0455 (im Stadtteil)    | nach dem Viehtriebweg der Eißendorfer Bauern                                                                                         | 1910                | südlich der Abzweigung des Triftwegs in Eißendorf |                          |
| Triftweg (Lage)                 | T212               | 0160                   | in Anlehnung an die Triftstraße | 1978                | südliche Straßenhälfte in Eißendorf | Triftweg                 |
| Unterelbestraße (Lage)          | U030               | 0825                   | nach der Lage an der Bahnlinie Hamburg-Cuxhaven und dem früheren Bahnhof Unterelbe                                                   | 1950                | | Unterelbestraße          |
| Vahlenkampffweg (Lage)          | V002               | 0135                   | Thomas Vahlenkampff (1642–1715), Kaufmann und Bürgermeister in Harburg                                                               | 1957                | |                          |
| Vahrenwinkelweg (Lage)          | V004               | 0595                   | nach einer Flurbezeichnung | 1910                | südlich der Einmündung Goldene Wiege östliche Straßenhälfte in Eißendorf | Vahrenwinkelweg          |
| Vogelerstraße (Lage)            | V058               | 0655                   | Heinrich Vogeler (1872–1942), Künstler und Pädagoge                                                                                  | 1950                | |                          |
| Wattenbergstraße (Lage)         | W093               | 0415                   | Dr. Hermann Wattenberg (1827–1908), Arzt und Geheimer Sanitätsrat                                                                    | 1890                | |                          |
| Weusthoffstraße (Lage)          | W209               | 0320 (im Stadtteil)    | Friedrich Ludwig Weusthoff (1795–1879), Kaufmann                                                                                     | 1950                | In Harburg ist die Amalienstraße nach Weusthoffs Frau Amalia benannt; südlich der Denickestraße in Eißendorf. |                          |
| Wilhelm-Weber-Straße (Lage)     | W276               | 0560                   | Wilhelm Weber (1857–1934), Bankier und Ehrenbürger Harburgs                                                                          | 1932                | | Wilhelm-Weber-Straße     |
| Woellmerstraße (Lage)           | W359               | 0315                   | Peter Woellmer (1819–1904), Kaufhausschreiber                                                                                        | 1910                | Woellmer vermachte sein Vermögen von 70.000 Mark der Stadt Hamburg zur Errichtung einer wohltätigen Stiftung. |                          |
| Zum Fürstenmoor (Lage)          | Z051               | 0570                   | nach dem nahegelegenen Fürstenmoor                                                                                                   | 1910                | | Zum Fürstenmoor          |

## Ehemalige Straßen
Der Moorstieg ist vor Ort nicht zu finden, hier befindet sich Firmengelände. Auch im Digitalen Atlas Nord wird die Straße nicht mehr aufgeführt.

## Sonstiges
Die 1. und 2. Hafenstraße werden weder bei Beckershaus noch bei Hanke erwähnt.